# ATP Challenger Astana (seit 2016)
Das ATP Challenger Astana (offizieller Name: Forte Challenger, vormals Nur-Sultan Challenger) war ein Tennisturnier in Astana, das zwischen 2016 und 2021 ausgetragen wurde. Nachdem es 2017 und 2018 nicht stattfand, wurde es 2019 wieder in den Turnierkalender aufgenommen. Es war Teil der ATP Challenger Tour und wurde in der Halle auf Hartplatz ausgetragen. Wegen der Hochstufung der Coronavirus-Krise durch die WHO als Pandemie wurden die Ausgabe 2020 Mitte der Woche abgesagt.

## Liste der Sieger

### Einzel
| Jahr                         | Sieger              | Finalgegner         | Ergebnis            |
| ---------------------------- | ------------------- | ------------------- | ------------------- |
| 2021 (2)                     | Tomáš Macháč        | Sebastian Ofner     | 4:6, 6:4, 6:4       |
| 2021 (1)                     | Mackenzie McDonald  | Jurij Rodionov      | 6:1, 6:2            |
| 2020                         | Turnier abgebrochen | Turnier abgebrochen | Turnier abgebrochen |
| 2019                         | Illja Martschenko   | Yannick Maden       | 4:6, 6:4, 6:3       |
| 2017–2018: nicht ausgetragen |                     |                     |                     |
| 2016                         | Yoshihito Nishioka  | Denis Istomin       | 6:4, 6:74, 7:63     |

### Doppel
| Jahr                         | Sieger                                     | Finalgegner                    | Ergebnis            |
| ---------------------------- | ------------------------------------------ | ------------------------------ | ------------------- |
| 2021 (2)                     | Nathaniel Lammons Jackson Withrow          | Nathan Pasha Max Schnur        | 6:4, 6:2            |
| 2021 (1)                     | Denys Moltschanow Alexander Nedowessow (2) | Nathan Pasha Max Schnur        | 6:4, 6:4            |
| 2020                         | Turnier abgebrochen                        | Turnier abgebrochen            | Turnier abgebrochen |
| 2019                         | Harri Heliövaara Illja Martschenko         | Karol Drzewiecki Szymon Walków | 6:4, 6:4            |
| 2017–2018: nicht ausgetragen |                                            |                                |                     |
| 2016                         | Timur Chabibulin Alexander Nedowessow (1)  | Michail Jelgin Denis Istomin   | 7:67, 6:2           |